# Ituzaingó, Buenos Aires
Ituzaingó  je formalno grad u argentinskoj pokrajini Buenos Aires sa 104.712 stanovnika. Ali Ituzaingó je zapravo samo dio velike konurbacije Veliki Buenos Aires.

## Zemljopisne karakteristike
Ituzaingó kao i Buenos Aires leži u estuariju, rijeke La Plate, sam kvart (partido) se nalazi malo južnije od centra Buenos Airesa. 

## Vanjske poveznice
- Ituzaingó službene stranice  Arhivirana inačica izvorne stranice od 11. prosinca 2004. (Wayback Machine)